# Moradabade
Moradabade é uma cidade do estado de Utar Pradexe, na Índia. Situa-se nas margens do Rio Ramganga, afluente do Ganges. Tem cerca de 679 mil habitantes. Foi fundada em 1625 pelos mogóis.